# Kim Ch’aek
Kim Ch’aek (* 14. August 1903 bei Sŏngjin, Korea; † 31. Januar 1951) war ein nordkoreanischer General und Politiker.
Nach der offiziellen Geschichtsschreibung Nordkoreas schloss sich Kim Ch'aek 1927 dem Partisanenkampf des späteren Staatschefs Kim Il-sung für eine Unabhängigkeit Chōsens von Japan an. In den folgenden Jahren geriet er mehrmals in japanische Gefangenschaft. 1932 trat er in die Koreanische Revolutionäre Volksarmee ein. Er wurde auch Mitglied der Kommunistischen Partei. Nach dem Ende des Zweiten Weltkriegs und der Installation eines stalinistischen Regimes in Nordkorea durch die sowjetische Besatzungsmacht wurde Kim Ch'aek Stellvertreter des Ministerpräsidenten Kim Il-sung und Industrieminister. Im Koreakrieg war er Mitglied der Nationalen Verteidigungskommission und Frontbefehlshaber, starb jedoch bereits im ersten Kriegsjahr, am 31. Januar 1951 an Herzversagen. Er wurde auf dem Friedhof der Revolutionshelden in Pjöngjang begraben.
Nach Kim Ch'aek wurde die Stadt Sŏngjin, die in der Nähe seines Heimatdorfes liegt, umbenannt. Außerdem wurde nach ihm die Technische Universität Kim Ch’aek in Pjöngjang benannt sowie die Kim-Ch'aek-Stahlwerke und der Taehung-Fischereibetrieb Kim Chaek.